# Bodos
Bodos (románul Bodoș) falu Romániában Kovászna megyében.
Közigazgatásilag Baróthoz tartozik. Testvértelepülése Biharugra.

## Fekvése
Sepsiszentgyörgytől 26 km-re északnyugatra, Barót keleti szomszédságában a Várbükk és a Cseretető közti völgykatlanban fekszik.  Google Maps
Erdővidék történelmi tájegység egyik települése.

## Nevének eredete
Egyesek szerint a bujdos szóból ered neve, mivel egykor egy bujdosónak nyújtott menedéket, mások egy ilyen nevű székelytől származtatják.

## Története
Határában a Petrás-fenyőse nevű csúcson állt Kelemen vára. Nyoma nem maradt, eredete, sorsa ismeretlen.
A falunak már a 15. században is volt temploma, helyette épült 1794-ben a mai református templom. 
A torony,  melynek magassága 35 m, eredetileg cseréppel volt fedve. Ezt a fedelet 1909-ben bádogtetőre cserélik ki. A templomot, mely 22 × 6,50 m, vastag várfal övezi, két bejárati kapuval. Fekvése kelet-nyugati, a torony a nyugati végén van.
A nagy harang felirata: ISTEN DICSOITÉSÉRE BODOS EGYHÁZA 1922 Jún.
A kis harang felirata: ÖNTÖTTE HONIG FRIGYES ARADON 1910.
1864-ben tűzvész pusztított a faluban. 1910-ben 571 magyar lakosa volt. A trianoni békeszerződésig Háromszék vármegye Miklósvári járásához tartozott. 1992-ben 435 lakosából 432 magyar és 3 román volt.

## Oktatás, művelődés
Az falu iskolájának épületére vonatkozó első adatok 1814-ből származnak, a jelenlegi iskola azonban 1937-ben épült és a falu híres szülöttének, a pomológus Budai Józsefnek a nevét viseli.

## Híres emberek
- Itt született 1851-ben Budai József pomológus, geológus.
- Itt született 1874-ben dr. Fábián László politikus, ügyvéd, lapszerkesztő.
- Itt született 1929-ben Egyed Ákos történész, a Magyar Tudományos Akadémia külső tagja.
- Itt született 1935-ben Székely Dénes a marosvásárhelyi Székely Népi Együttes néptáncosa, majd koreográfusa.

## Érdekességek
Az erdőfülei diatomittelepen felfedezett új kovamoszat fajoknak helyi elnevezéseket adtak, így egyik ilyen faj Bodosról kapta Navicula bodosensis nevét.